# Tony Curtis (reggae)
Pour les articles homonymes, voir Curtis et Tony Curtis (homonymie).
Tony Curtis, de son vrai nom Curtis O'Brien, est un chanteur de reggae, R&B et soul jamaïcain, dans la veine de Sanchez. Il est né dans la paroisse de Sainte Catherine.
Son titre le plus célèbre est High Grade, une adaptation du classique Raindrops Keep Fallin' on My Head (Toute la pluie tombe sur moi).

## Discographie
- 2002 - Stronger
- 2005 - Ready for the world (VP CD 2278)
- 2006 - Leave the collie alone